# Сант'Андреа-Капорипе (Терамо)
Сант'Андреа-Капорипе (итал. Sant'Andrea-Caporipe) је насеље у Италији у округу Терамо, региону Абруцо.
Према процени из 2011. у насељу је живело 224 становника. Насеље се налази на надморској висини од 248 м.